# Jacob Neusner
 (octobre 2016).
Si vous disposez d'ouvrages ou d'articles de référence ou si vous connaissez des sites web de qualité traitant du thème abordé ici, merci de compléter l'article en donnant les références utiles à sa vérifiabilité et en les liant à la section « Notes et références ».
Jacob Neusner (né le 28 juillet 1932 à Hartford (Connecticut) et mort le 8 octobre 2016 à Rhinebeck (État de New York)[réf. nécessaire] ), est l'une des grandes figures contemporaines de la science du judaïsme et du judaïsme conservateur américain.

## Biographie
Jacob Neusner fait ses études à l'université Harvard, au Jewish Theological Seminary of America (où il reçoit l'ordination rabbinique), à l'université d'Oxford, et à l'université Columbia.
Neusner est souvent célébré comme un des auteurs les plus publiés dans l'histoire (il a écrit ou édité plus de 900 livres).
Depuis 1994, il enseigne au Bard College. Il enseigne ausi à l'université Columbia, à l'université du Wisconsin à Milwaukee, à l'université Brandeis, au Dartmouth College, à l'université Brown et à l'université du Sud de la Floride.
Neusner est membre de l'Institute of Advanced Study à Princeton, et membre à vie de Clare Hall à l'université de Cambridge. Il est le seul chercheur à avoir fait partie à la fois de la Fondation nationale pour les sciences humaines et du National Endowment for the Arts. Il a également reçu des récompenses universitaires, des titres honorifiques, etc.

## Travaux d'érudition
Sa recherche tourne autour du judaïsme rabbinique du temps de la Mishna et du Talmud. Il est un pionnier dans l'application de l'approche des textes rabbiniques par le criticisme formel. Une grande partie de son travail déconstruit l'approche qui prévalait et selon laquelle le judaïsme rabbinique était un mouvement religieux unique à l'intérieur duquel les différents textes rabbiniques ont été élaborés. Au contraire, Neusner regarde chaque document rabbinique comme un élément d'étude individuel qui ne peut faire la lumière que sur les judaïsmes plus locaux des lieux d'origine et le judaïsme particulier de ses auteurs. Son Judaism: The Evidence of the Mishnah (Chicago, 1981, traduit en hébreu et en italien) représente le fondement de son œuvre et est le premier des nombreux volumes comparables concernant les autres documents du canon rabbinique.
La méthode de Neusner consiste à étudier chaque document, sans le mettre en contexte avec d'autres documents rabbiniques de la même époque ou du même genre. Le travail de Neusner montre comment le judaïsme est profondément intégré dans le système du Pentateuque, la façon dont des concepts comme le « mérite » et la « pureté » sont en œuvre dans le judaïsme, et comment le judaïsme classique ont assimilé et transcendé la destruction de Jérusalem en 70 de notre ère.
Neusner traduit en anglais la presque totalité du canon rabbinique. Ce travail ouvre accès à de nombreux documents rabbiniques aux chercheurs qui appartiennent à d'autres domaines et auxquels l'hébreu et l'araméen ne sont pas familiers. La technique de traduction utilise ce qu'on appelle le format « Harvard-outline » qui essaie, dans les textes rabbiniques, de rendre plus compréhensible la façon dont les arguments se succèdent à ceux qui ne sont pas familiers avec la façon talmudique de raisonner.
L'entreprise de Neusner se propose une lecture humaniste et en même temps savante des classiques du judaïsme. Neusner est passé de l'étude de texte au contexte : traiter une religion dans son milieu social, comme quelque chose que partage un groupe de personnes, plutôt que comme un ensemble de croyances et d'opinions.

## Relations judéo-chrétiennes
Les travaux de Neusner sur les relations judéo-chrétiennes aboutissent à un dialogue théologique avec Benoît XVI, où il acquiert le surnom de rabbin préféré du pape, celui-ci étant fréquemment cité dans le livre de Joseph Ratzinger sur les quêtes du Jésus historique.